# 頓涅茨克鍛造雕塑公園
頓涅茨克鍛造雕塑公園（烏克蘭語：Донецький парк кованих фігур）是位於烏克蘭頓涅茨克州首府頓涅茨克的鍛造金屬雕塑公園。
頓涅茨克市有著悠久的鍛造傳統，公園的計畫由藝術家维克多·布爾杜克發起，之後在顿涅茨克市议会的支持下於2001年落成。自2005年起，每年9月的第三個星期日舉辦鍛造雕塑節，優勝的作品將留在公園裡，作為送給城市的禮物。該公園擁有220件藝術作品。